# آلان بيرغر (دراج)
آلان بيرغر هو دراج سويسري، ولد في 13 يناير 1970.

## روابط خارجية
- آلان بيرغر على موقع عالم الملاحة (الإنجليزية)